# Kaugeräusch
Kaugeräusche sind Geräusche, die während des Kauens durch das Gegeneinanderbewegen der Zahnreihen und die Verschiebung der Weichteile (Lippen, Zunge) im Bereich der Mundhöhle entstehen.
Kaugeräusche im Rahmen der Nahrungsaufnahme sind in der Regel physiologisch. Die soziale Akzeptanz variiert je nach Kulturkreis. Die genaue Abstimmung der Konsistenz von Lebensmitteln (z. B. Chips) auf die durch ihren Verzehr entstehenden Kaugeräusche ist Gegenstand des so genannten „Sound Designs“.
Eine pathologische Bedeutung können Kaugeräusche haben, die bei der Mastikation im Bereich des Kiefergelenks als „Reiben“ oder „Knacken“ auftreten. Sie weisen unter Umständen auf eine Störung des kraniomandibulären Systems hin, z. B. auf eine Kiefergelenksarthrose.
„Kaugeräusche“, die ohne Zusammenhang mit der Nahrungsaufnahme im Schlaf auftreten, bezeichnet man als Zähneknirschen (Bruxismus).